# کارسون دالی
کارسون دالی (به انگلیسی: Carson Daly) (زادهٔ ۲۲ ژوئن ۱۹۷۳)، مجری تلویزیون، مجری رادیو و تهیه‌کننده آمریکایی است. او در سال ۲۰۰۲ با پیوستن به شبکه ان‌بی‌سی توانست به نقش‌های برجسته‌ای همچون مجری‌گری مسابقه خوانندگی آوا و برنامه امروز برسد. وی در فیلم جو دِرْت و جوسی و پوسی‌کت نقش‌آفرینی کرد.